# Itame schatzeata
Itame schatzeata är en fjärilsart som beskrevs av Samuel E. Cassino 1927. Itame schatzeata ingår i släktet Itame och familjen mätare. Inga underarter finns listade i Catalogue of Life.